# Grešćevina
Grešćevina es una localidad de Croacia en la ciudad de Varaždinske Toplice, condado de Varaždin.

## Geografía
Se encuentra a una altitud de 189 m s. n. m. a 78,3 km de la capital nacional, Zagreb.

## Demografía
En el censo 2011, el total de población de la localidad fue de 136 habitantes.
| Gráfica de población de Grešćevina 1857-2011                        |
|                                                                     |
| Según los censos de población de la oficina estadística de Croacia. |